# 柳丸町
柳丸町（やなぎまるちょう）とは、宮崎県宮崎市内の地名。中央東地域自治区に属している。郵便番号は880-0844。

## 地理
宮崎市の中心部、中央東地域自治区に属する。市道大島通りに沿い、ロードサイド店舗が並ぶほか、住宅・マンション等が並ぶ。
北を権現町・浮城町、東を新城町・吉村町、南を下原町、西を江平東町・錦本町と接する。

## 歴史
- 1927年 - 江平町・大字上別府から柳丸町が成立。
- 1970年 - 柳丸町・牟田町・丸島町4丁目・不老町4丁目をもって江平東町が成立。
- 1974年 - 牟田町・錦町・柳丸町をもって錦本町が成立。

## 世帯数と人口
2023年（令和5年）9月1日現在の世帯数と人口は以下の通りである。
| 町丁   | 世帯数   | 人口   |
| ------ | -------- | ------ |
| 柳丸町 | 1294世帯 | 2451人 |

## 小・中学校の学区
市立小・中学校に通う場合、学区は以下の通りとなる。
| 町名   | 小学校             | 中学校               |
| ------ | ------------------ | -------------------- |
| 柳丸町 | 宮崎市立江平小学校 | 宮崎市立宮崎東中学校 |

## 交通

### バス
宮交グループの運営するバスが営業している。

## 施設
- 九州森林管理局宮崎森林管理署
- 宮崎労働局宮崎公共職業安定所